# Barent Fabritius

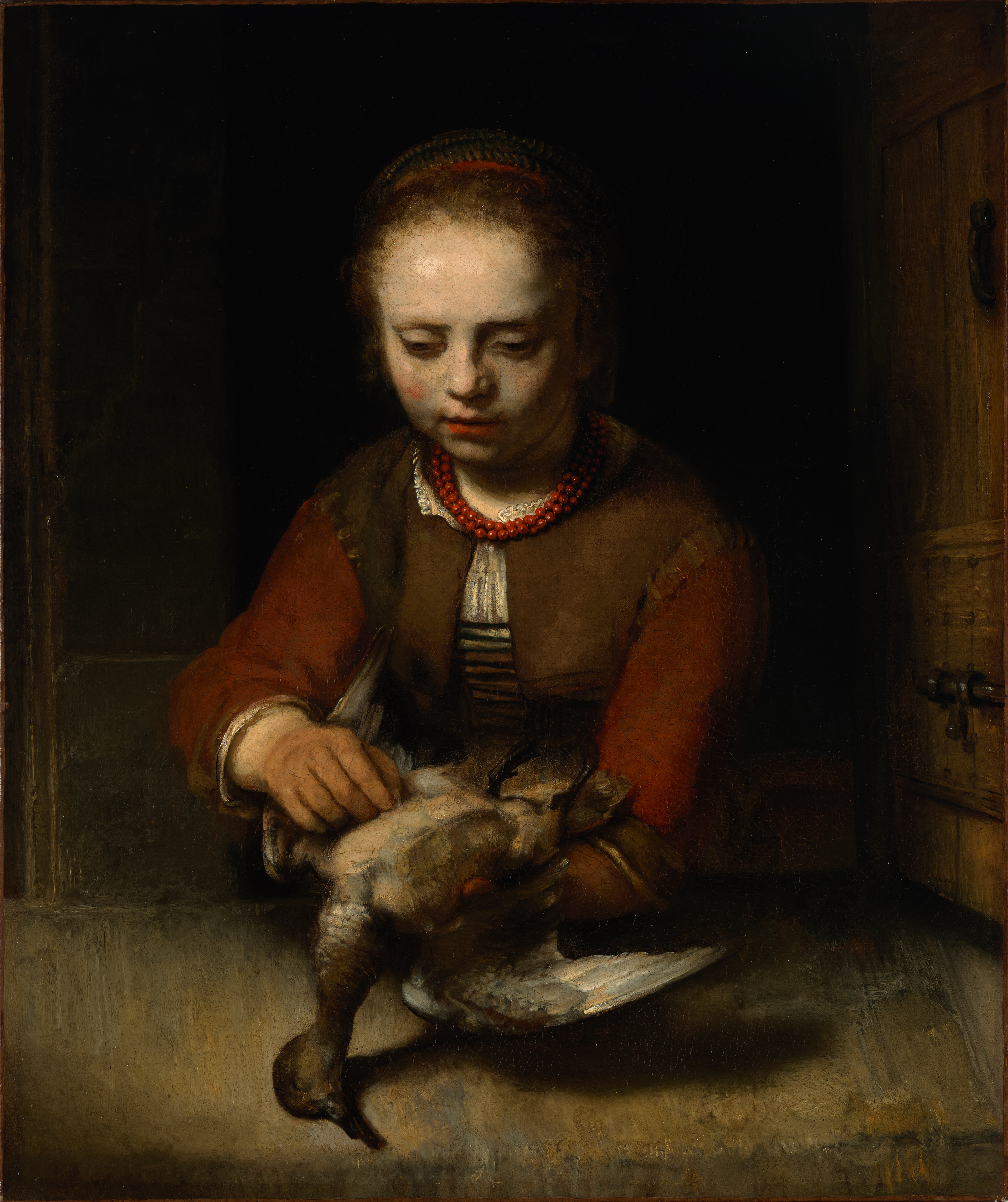
Ung flicka som plockar en and av Fabritius.

Barent Fabritius, född 16 november 1624, död 20 oktober 1678, var en nederländsk konstnär.
Fabritius var sannolikt lärjunge till Rembrandt, och verksam i Leiden åtminstone 1655-1660. Hans verk omfattar till största delen mytologiska och bibliska framställningar, men hans styrka ligger i de av honom utförda porträtten, som präglas av känslighet i ljusdunkelbehandlingen. Nationalmuseum äger en familjegrupp daterad 1650, den tidigaste av Fabritius daterade bilder.